# Una razón brillante
Una razón brillante, título original en francés Le Brio, es el título de una película de comedia francesa dirigida por Yvan Attal y estrenada en 2017. Está protagonizada por  Daniel Auteuil, que interpreta a un profesor, y Camélia Jordana, que interpreta a una joven estudiante. Se basa en la relación y prejuicios que se establecen entre un profesor de universidad y su nueva alumna. 

## Sinopsis
Neïla Salah es una joven del extrarradio parisino que sueña con ser abogada. Se ha matriculado en la facultad de Derecho más importante de París, pero el primer día de clase Neïla tiene un enfrentamiento con Pierre Mazard, un profesor conocido por ser provocativo y por hablar fuera de tono. Para redimirse, el profesor propone a Neïla ayudarla a preparar una importante prueba a nivel nacional. Aunque cínico y exigente, Pierre sería la ayuda ideal que Neïla está necesitando... Pero para ello tendrán que empezar los dos por superar una serie de prejuicios.

## Reparto
- Daniel Auteuil: Pierre Mazard
- Camélia Jordana: Neïla Salah
- Yasin Houicha: Mounir
- Nozha Khouadra: la madre de Neïla
- Nicolas Vaude: El presidente de París II-Panthéon Assas
- Jean-Baptiste Lafarge: Benjamin
- Claude Perron
- Virgil Leclaire: Keufran
- Zohra Benali
- Damien Zanoly: Jean Proutot
- Jean-Philippe Puymartin: El presidente del concurso
- Paulette Joly: Madame Mazard
- Yvonne Gradelet
- En archivos de imágenes: Serge Gainsbourg, Romain Gary, Jacques Brel, François Mitterrand, Yves Mourousi y Claude Lévi-Strauss